# 擁女主義
支持女性主義（Pro-feminism），指的是支持女性主義理念，但未必視自己為女性主義運動成員的立場。此詞最常用來描述「男性女性主義者」，即積極支持女性主義、致力於推動女性與男性在政治、經濟、文化、個人與社會層面平等的男性。許多支持女性主義的男性活躍於政治運動，重點多為性別平等、女性權利、終止對女性的暴力等領域。
隨著女性主義理論於1960年代獲得部分男性支持，這些男性組成意識覺醒小組（consciousness-raising groups），但他們對不同女性主義流派及政治立場仍有差異。然而，男性是否能稱為「女性主義者」在部分人士間引發爭議——一些女性與男性認為「女性主義」專屬於親身經歷不平等與壓迫的女性。針對這類異議，一些團體提出如「反性別歧視」（antisexism）、「支持女性主義」（pro-feminism）等替代用語加以辯護。
支持女性主義的男性團體常見行動包括：針對男孩與年輕男性的反暴力教育、提供職場性騷擾工作坊、社區教育推廣、協助男性施暴者心理輔導等。
此外，這些男性也參與男性健康、男性研究、推動學校性別平等課程設計等多元領域。支持反色情運動的男性女性主義者也參與反對色情產業立法，並有時與女性主義團體或女性庇護中心合作。
有些持有女性主義理念、或為女性主義倡議者的人，雖支持女性主義，但不自認為「女性主義者」，也會自稱為「支持女性主義者」；另一些人則不希望自己或他人被視為女性主義運動一分子。部分運動人士認為男性不能自稱女性主義者，應統稱「支持女性主義者」，即便這些男性自認女性主義者也然。亦有批評指責拒絕自稱女性主義者的男性。多數主流女性主義團體（如全國婦女組織、女性主義多數基金會）則傾向稱男性運動者為「女性主義者」，而非「支持女性主義者」。

## 支持女性主義的男性
美國自19世紀末、20世紀初第一波女性主義以來，男性對於女性主義與社會變革有多種回應。例如Thomas Wentworth Higginson於1859年在《大西洋月刊》發表〈女人應該學習字母嗎？〉。
男性女性主義者不僅接受女性主義觀點，更積極倡議女性平等。相較於反女性主義者懷舊傳統、反對現代變革，支持女性主義的男性則肯定現代化帶來的解放潛力。他們認為，選舉權只是女性主義挑戰壓迫性社會秩序的表徵，長遠來看，這將造福男女全體美國人。
部分人認為，支持女性主義的男性屬於現代男性運動中的一支，主張對女性主義保持同理。他們強調男性也該參與女性主義、倡導性別關係與制度的改變。有學者認為，女性主義運動若要普及、持續發展，男性的參與十分重要。20世紀下半葉以來，全球越來越多支持女性主義的男性投入反強暴、反暴力、批評媒體女性物化等活動。許多行動者在刊物與著作中有所記載，如自1983年以來，由Rob Okun主編的《Voice Male》雜誌。
Marge Piercy（1969）則批評部分自由派男性政客僅為選票而表態女性主義，行為與立場並不一致。
這類男性常見於社會運動家如August Bebel。

### 反對對女性的暴力
部分男性女性主義者參與防止家庭暴力與支持受害女性等領域。反暴力運動者協助庇護所、受害者諮商、施暴者輔導，並推動社會大眾認識議題。許多男性倡議者主張，對女性的暴力是全社會的問題，男性應加以關注，並關注產生加害者的社會環境。研究也分析造成對女性暴力的文化因素。
白絲帶運動即是在加拿大蒙特婁理工學院大屠殺事件後創立，致力於提高男性對女性暴力問題的認識。

### 反強暴運動
雖然美國反強暴運動中男性參與仍屬少數，但有些男性作為庇護所、支持團體、危機應變小組的成員，發揮重要作用。許多男性倡議者表示，其行動常遭遇不信任與憤怒。文獻指出，終結強暴與對女性暴力，需先提升男性對這些議題的認知。
部分男性因參與反強暴行動，遭遇「不夠男子氣概」等社會標籤。在歐美，偏重強悍、主導、自立、異性戀、壓抑情感等霸權男性氣質的文化，讓男性參與性別議題更易被邊緣化。倡議者主張，唯有將男性氣質重新定義為可包容關懷與脆弱，男性才能更積極參與反對強暴。

### 反色情運動
部分支持女性主義的學者認為，色情產業中的性別呈現助長性暴力、厭女與兩性不平等。他們主張，色情片中男性主導、暴力與貶抑女性的畫面，使消費者將暴力帶入現實生活。這些趨勢也助長了強暴文化與物化女性。

## 核心理念
由於缺乏明確的組織化運動，支持女性主義男性的動機與目標多元。一些網站歸納常見動機包括：
- 同意男女平等、應享有同等權利的理念。
- 對女性主義抱持熱情、貫徹於日常生活的承諾。
- 對傳統西方思想模式及其強調男性視角的激進質疑[16]。

支持女性主義者常關注對女性的暴力、性別歧視、職場薪資與升遷不平等、人口販運、生育權等議題。支持反色情運動的男性也參與相關行動。
普遍共識包括：
- 女性在社會中承受不平等與不公，男性則因性別而享有特權；
- 現有主流男性氣質既壓迫女性，也侷限男性自身，男性應對自身行為負責，並推動其他男性改變；
- 個人與社會層面的改變同等重要。

如同女性主義內部存在多樣觀點，支持女性主義的男性對男性特權、性別角色限制的看法亦有歧異。有些人強調男性特權，有些則認為性別角色同時壓抑男女。
多數支持女性主義的男性也關注階級、種族、性取向、年齡等其他社會不公，並認為這些因素會交互影響兩性關係。
部分早期著作如Jon Snodgrass的《A Book of Readings for Men against Sexism》、Michael Kimmel與Michael Messner編的《Men's Lives》、Joseph Pleck的《The Myth of Masculinity》等，被認為是美國支持女性主義男性運動的思想源頭。這些著作主張性別是社會建構、男性同樣受到刻板性別角色之害，若男性有意識到這些問題，便會願意放棄特權。

## 與女性主義的比較
部分女性主義者及支持者認為，男性不適合自稱「女性主義者」。對於這點，運動內部也有討論。有些人認為，主張男性不能是女性主義者的理由其實是一種本質主義，違反女性主義原則。
另有意見認為，男性運動可能產生「反撲」傾向，轉為維護男性特權。儘管多數支持女性主義的男性認為，男性應主動消除性別不公，但也有觀點認為「男性運動」並非最佳路徑。

### 重要支持女性主義作家
- Kenneth Clatterbaugh
- Raewyn Connell
- Michael Flood
- Clive Hamilton
- Byron Hurt
- Robert Jensen
- Jackson Katz
- Michael Kimmel
- John Stuart Mill
- Michael Messner
- John Neal
- Rob Okun
- Jeremy Adam Smith
- John Stoltenberg

## 延伸閱讀
- Brittan, Arthur, 1989, Masculinity and power, Oxford: Basil Blackwell
- Berkowitz, Alan D. (ed.). Men and rape: theory, research, and prevention programs in higher education, issue 65 of New directions for student services, Jossey-Bass, 1994, ISBN 978-0-7879-9971-1.
- Clatterbaugh, Kenneth, 1990, Contemporary perspectives on masculinity: men, women, and politics in modern society, Colorado & Oxford: Westview Press
- Connell, R.W., 1987, Gender and power: society, the person and sexual politics, Sydney: Allen & Unwin
- Connell, R.W., 1995, Masculinities, Sydney: Allen & Unwin
- Cooper, Mick, and Baker, Peter, 1996, The MANual: the complete man's guide to life, London: Thorsons
- Digby, Tom (ed.), 1998, Men Doing Feminism, New York: Routledge
- Edley, Nigel, and Wetherell, Margaret, 1995, Men in perspective: practice, power and identity, London: Prentice-Hall
- Edwards, Tim, 1993, Erotics and politics: gay male sexuality, masculinity, and feminism, New York: Routledge
- Haddad, Tony (ed.), 1993, Men and masculinities: a critical anthology, Toronto: Canadian Scholars' Press
- Kaufman, Michael (ed), 1987, Beyond patriarchy: essays by men on pleasure, power and change, New York: Oxford University Press
- Kaufman, Michael, 1993, Cracking the armour: power, pain and tstview Press
- Kimmel, Michael, and Messner, Michael (eds), 1992, Men's lives, New York/Toronto: Macmillan/Maxwell (2nd edition)
- Mac an Ghaill, Mairtin (ed), 1996, Understanding masculinities: Social relations and cultural arenas, Buckingham & Philadelphia: Open University Press
- May, Larry, and Robert Strikwerda (eds), 1992, Rethinking masculinity: philosophical explorations in light of feminism, Maryland: Rowman & Littlefield
- McLean, Chris, Carey, Maggie, and White, Cheryl (eds), 1996, Men's ways of being, Boulder, Colorado: Westview Press
- Segal, Lynne, 1990, Slow motion: changing masculinities, changing men, London: Virago
- Segal, Lynne, 1990, Slow motion: changing masculinities, changing men, London: Virago pro-feminist men respond to the mythopoetic men's movement (and the mythopoetic leaders answer), Philadelphia: Temple University Press
- Smith, Jeremy Adam. 2009. The Daddy Shift: How Stay-at-Home Dads, Breadwinning Moms, and Shared Parenting are Transforming the American Family. Boston: Beacon Press.
- Snodgrass, Jon (ed), 1977, A book of readings: for men against sexism, Albion CA: Times Change Press
- Stoltenberg, John, 1990, Refusing to be a man: essays on sex and justice, CA & Suffolk: Fontana/Collins
- Stoltenberg, John 1998 The end of manhood: a book for men of conscience, New York: Dutton
- Tarrant, Shira. 2009. Men and Feminism. Berkeley: Seal Press.
- Tarrant, Shira (ed). 2008. Men Speak Out: Views on Gender, Sex and Power. New York: Routledge.

## 外部連結
- Achilles Heel，男性女性主義者雜誌
- XY雜誌，專題討論各種支持女性主義的觀點與連結
- NOMAS，全國反性別歧視男性組織（National Organization for Men Against Sexism）網站，關注多重壓迫交互作用
- 「支持女性主義父親的十個問題」，Jeremy Adam Smith部落格
- 「為何我是黑人男性女性主義者」，Byron Hurt專欄
- Male Allies UK